# Talasio
Talasio (¿? - c. 630) fue un eclesiástico suevo, obispo católico de Astorga desde c. 588. 
Nacido en el seno de la familia de los Camaño, perteneciente a la nobleza del reino suevo, Talasio fue señor del promontorio Nerio y de las islas Cíes, en la costa de Galicia; estuvo casado con Indegunda, sobrina del rey visigodo Atanagildo, y tomó el estado eclesiástico tras quedar viudo.
Hacia el año 588 fue nombrado obispo de la diócesis de Astorga, sufragánea de la de Braga, que estaba encabezada por su hermano Pantardo. 
Ambos hermanos participaron en el III Concilio de Toledo presidido por Leandro de Sevilla y Eutropio de Valencia el año 589 en tiempos del rey Recaredo, en el que se decretó el abandono del arrianismo y la adopción del catolicismo como religión oficial del reino visigodo de Toledo, que tan solo cuatro años antes había conquistado y anexionado el reino suevo.

No hay noticias de este personaje más allá de su asistencia al concilio, aunque algunos autores creen que debió vivir al menos hasta el año 630.
| Predecesor: Polemio | Obispo de Astorga c. 588 – c. 630 | Sucesor: Concordio |